# Liste des sites Ramsar en République dominicaine
Cet article recense les zones humides de République dominicaine concernées par la convention de Ramsar.

## Statistiques
La convention de Ramsar est entrée en vigueur en République dominicaine le 15 septembre 2002.
En janvier 2020, le pays compte 4 sites Ramsar, couvrant une superficie de 1 350,97 km2.

## Liste
| Site                                   | Province                                                | Notes | Date           | Superficie (km²) | Altitude (m) | Identifiant Ramsar | Identifiant WDPA | Coordonnées                         | Photo |
| -------------------------------------- | ------------------------------------------------------- | ----- | -------------- | ---------------- | ------------ | ------------------ | ---------------- | ----------------------------------- | ----- |
| Lac Enriquillo                         | Independencia, Baoruco                                  |       | 15 mai 2002    | 200,00           | -40          | 1179               | 900786           | 18° 28′ 01″ nord, 71° 39′ 00″ ouest |       |
| Refuge faunique Laguna Cabral o Rincón | Barahona, Independencia                                 |       | 2 février 2011 | 46,00            |              | 1936               | 555542745        | 18° 16′ 01″ nord, 71° 15′ 00″ ouest |       |
| Parc national Manglares del Bajo Yuna  | Duarte, Sánchez Ramírez, Samaná, María Trinidad Sánchez |       | 2 février 2013 | 775,1861         | 0 - 60       | 2091               | 555558395        | 19° 10′ nord, 69° 41′ ouest         |       |
| Zones humides de Jaragua               | Pedernales                                              |       | 4 juillet 2014 | 329,7863         | 10           | 2210               | 555624132        | 17° 47′ 13″ nord, 71° 29′ 31″ ouest |       |